# 1,2-二(1-哌嗪基)乙烷
1,2-二(1-哌嗪基)乙烷是一种有机化合物，化学式为C10H22N4。它可由N-叔丁氧羰基哌嗪在碳酸钾存在下和1,2-二溴乙烷反应，再和三氟乙酸反应脱除叔丁氧羰基得到。它也是N-羟乙基乙二胺的催化加氢反应的副产物之一。